# Цестодозы
Цестодозы (cestodoses) — гельминтозы, болезни человека и животных, вызываемые ленточными червями (цестодами), относящимися к типу Плоские черви.
Гельминты паразитируют как в кишечнике (например, взрослые цепни, лентец широкий), так и в различных органах и тканях человека и животных (например, личиночные стадии эхинококка, альвеококка, цепней (цистицерки), локализующиеся в печени, головном мозге, глазу и т. д.).
У животных цестоды вызывают Авителлинозы и др. болезни.
Заражение человека цестодозами происходит при попадании в желудочно-кишечный тракт яиц гельминтов (например, карликового цепня, эхинококка) и их личинок (например, бычьего и свиного цепней).
Цестодозы характеризуются желудочно-кишечными расстройствами, малокровием, поражением печени, нервной системы, глаз и других органов и систем.
Прогноз при некоторых цестодозах серьёзный — при инвазии цистицерками или эхинококком головного мозга может наступить смерть.

## Наиболее распространённые цестодозы человека
- альвеококкоз
- аноплоцефалидозы
- гименолепидоз
- дипилидиоз
- дифиллоботриоз
- мезоцестоидоз
- мониезиоз
- спарганоз
- тениаринхоз
- тениоз
- ценуроз
- цистицеркоз
- эхинококкоз
- эхинококкоз поликистозный

## Цестодозы, которыми человек не может быть подвержен
- Авителлинозы